# Dhoba
Dhoba (Dhobd-Dhobini) és un pic de muntanya a Orissa.
Forma part dels Ghats Orientals, i està situat a uns 12 km de Dimrigiri. L'altura és de 1291 metres i la seva importància deriva de ser una de les estacions del Great Trigonometrical Survey de l'Índia.